# Таламоне (Гросето)
Таламоне (итал. Talamone) је насеље у Италији у округу Гросето, региону Тоскана.
Према процени из 2011. у насељу је живело 280 становника. Насеље се налази на надморској висини од 8 м.